# Stetteldorf am Wagram

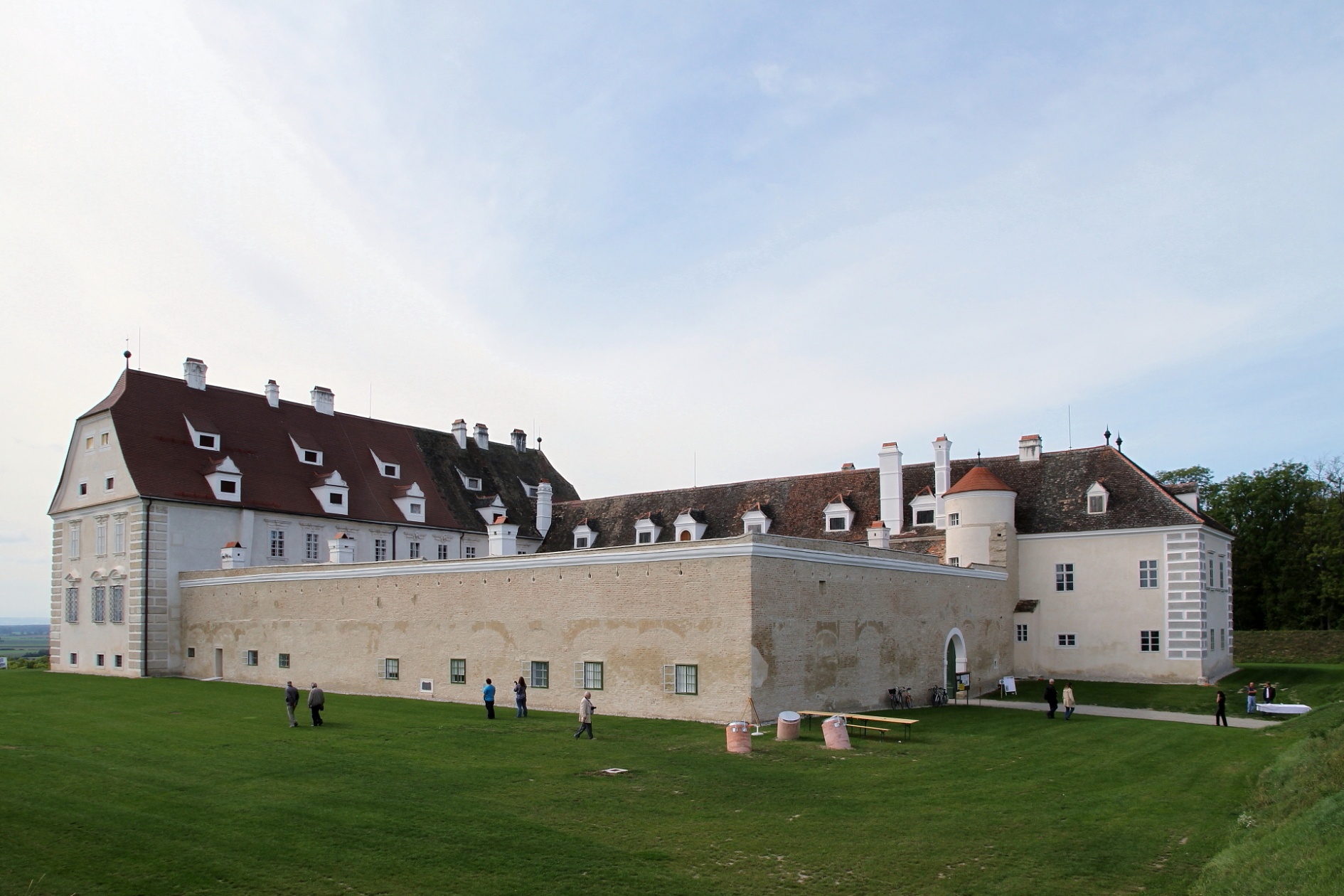

Stetteldorf am Wagram est une commune autrichienne du district de Korneuburg en Basse-Autriche.